# Eucerotoma transversofasciata
Eucerotoma transversofasciata is een keversoort uit de familie bladkevers (Chrysomelidae). De wetenschappelijke naam van de soort werd in 1866 gepubliceerd door Joseph Sugar Baly.